# Revelstoke

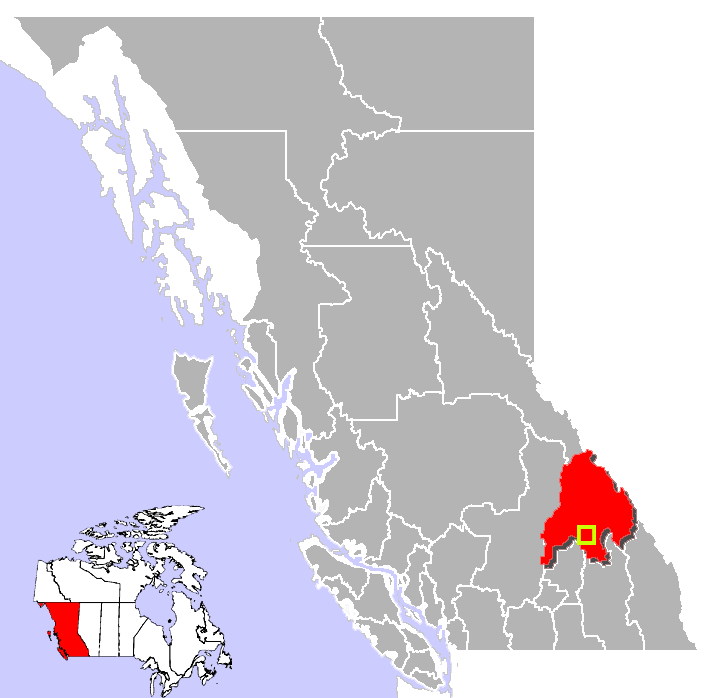
Localização de Revelstoke na Colúmbia Britânica.

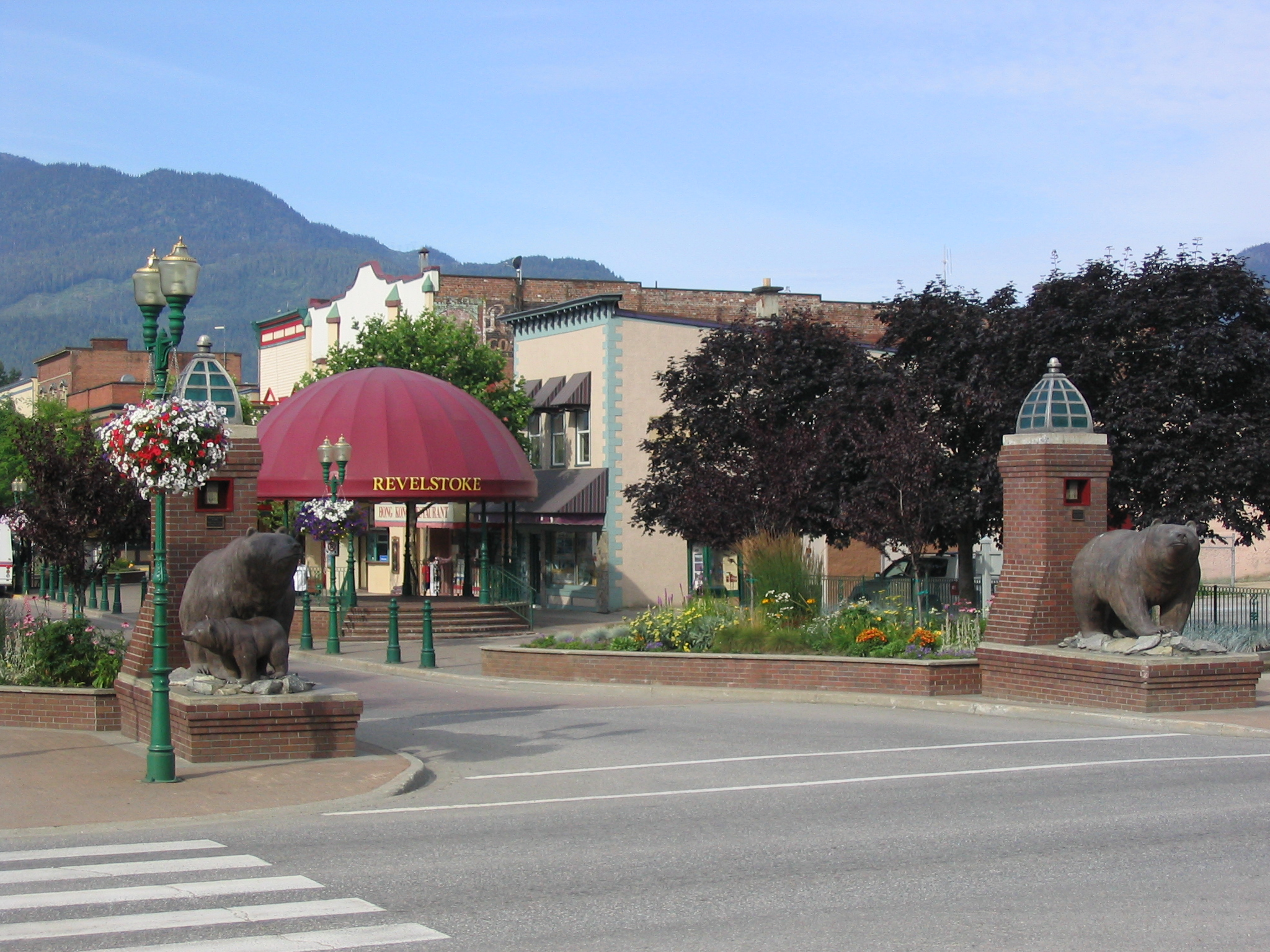
Centro de Revelstoke, Colúmbia Britânica.

Revelstoke é uma cidade localizada no sudeste da província de Colúmbia Britânica no Canadá. Situa-se a 641 quilômetros a leste de Vancouver, e a 415 quilômetros ao oeste de Calgary, Alberta. Foi fundada em 1880, quando a Canadian Pacific Railway estava sendo construída na região, e incorporada em 1889. Sua população, segundo o censo de 2001, era de 7 827 habitantes. Sua altitude é de 450 metros acima do mar e sua área é de 30.72 km².